# Tinjalica
Tinjalica je cijev punjena plinom (najčešće neon) pod niskim tlakom u kojem dolazi do izboja pod djelovanjem električnog polja, tj. pobuđeni plin emitira svjetlost njemu svojstvene boje.
Tipična primjena tinjalice je kao indikator napona. Istosmjerna struja na svijetljenje pobuđuje samo negativnu elektrodu (katodu), pa se iz toga može odrediti polaritet. Izmjenična struja pobuđuje obje elektrode pri čemu svjetlost titra, što se može iskoristiti za stroboskopsku sinkronizaciju (npr. kod gramofona). 
Kako strujno-naponska karakteristika izboja u plinu ima područje negativnog dinamičkog otpora, tinjalica može poslužiti i kao naponski regulator, okidni element (slično dijaku), a također i u sklopu relaksacijskog oscilatora.